# Famille Kreitmann
Pour les articles homonymes, voir Kreitmann.

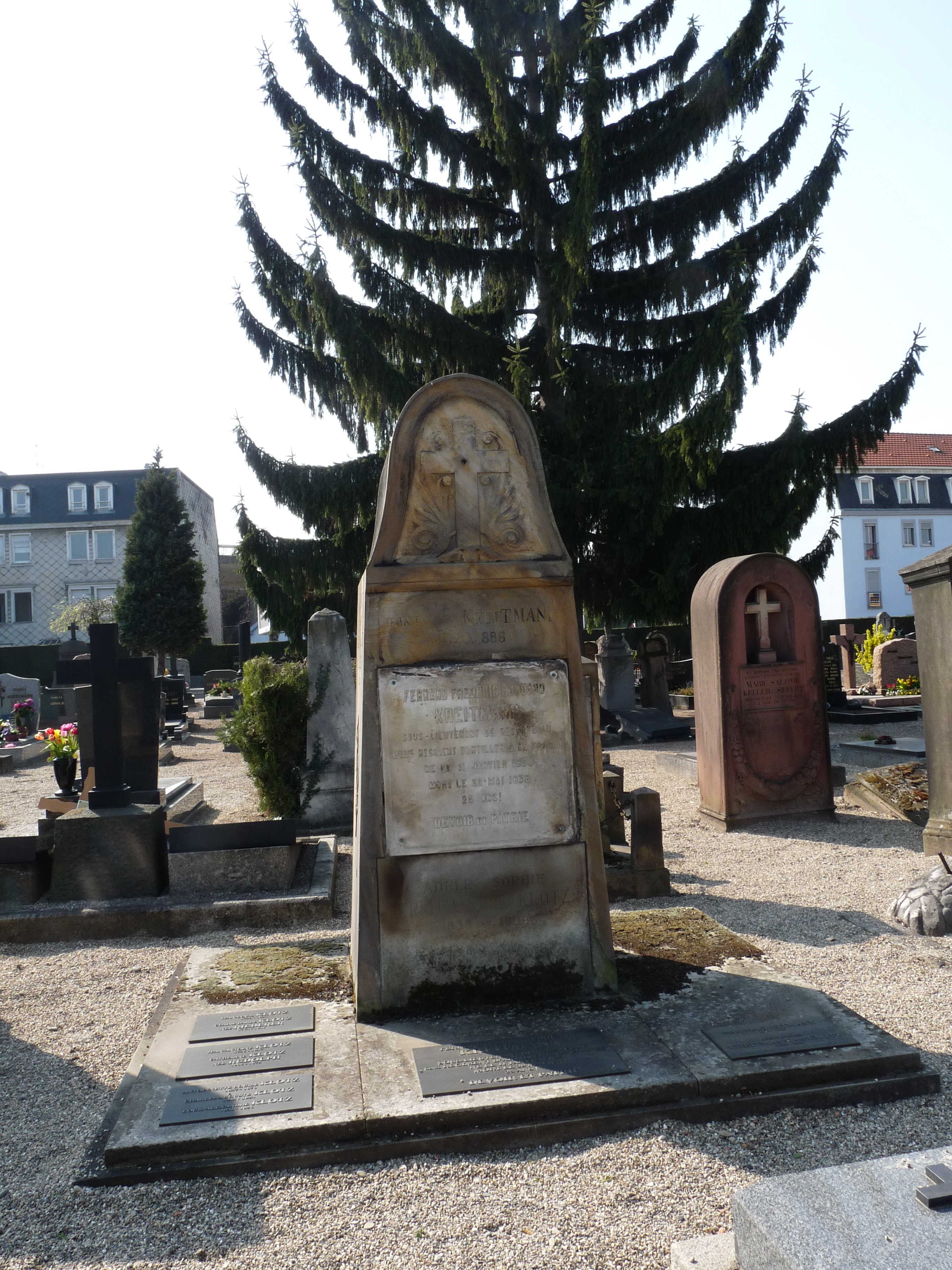
Tombe de la famille Kreitmann au cimetière Sainte-Hélène de Strasbourg, dont Charles Alexandre Louis Kreitmann (1851-1914) et Ferdinand Édouard Kreitmann (1853-1878)

La famille Kreitmann est une famille originaire d'Alsace

## Personnalités
- Louis Kreitmann (1851-1914), militaire français,
- Louis Kreitmann (1884-1939), ingénieur agronome français, fils du général Louis Kreitmann
- Jean Kreitmann (1917-2007), écrivain et historien du christianisme genevois, petit-fils du général Louis Kreitmann

D'autres personnalités appartiennent à des familles alliées ou apparentées à la famille Kreitmann :
- le baron Jules Blanc, beau-père du général Louis Kreitmann
- Le baron Nicolas Blanc, père du baron Jules Blanc
- La baronne Eva Gebhard ex-épouse de Napoléon Gourgaud et cousine germaine de son épouse Catherine Blanc
- Le poète Alphonse de Lamartine, frère de Suzanne de Montherot née Lamartine
- Gustave Roussy, oncle de Valérie Keser, la belle-fille du général Louis Kreitmann
- Émile-Louis Roussy, grand-père de sa belle-fille Valérie Keser
- Pierre-Samuel Roussy, père d'Émile-Louis Roussy